# Nyateism

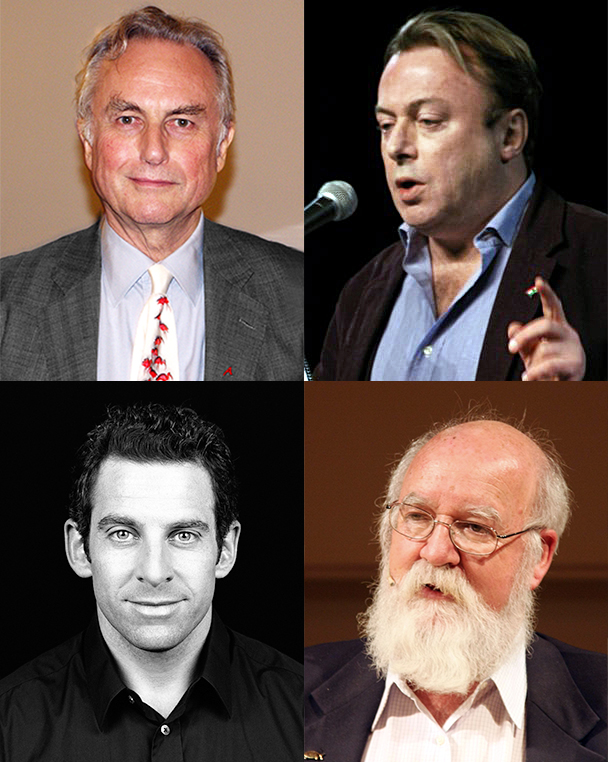
Richard Dawkins, Christopher Hitchens, Sam Harris och Daniel Dennett.

Nyateism (engelska: New Atheism) är ett begrepp och rörelse som lanserades i början av 2000-talet av ett antal framträdande debattörer inom den ateistiska rörelsen. Rörelsen är religionskritisk, och menar bland annat att toleransen mot religion skall tonas ner och att religion skall kritiseras med rationella argument.
Efter några bästsäljande böcker där begreppet nämnts, mellan åren 2004 och 2007, hölls en offentlig debatt med "nyateismens fyra ryttare": Richard Dawkins, Daniel Dennett, Sam Harris och Christopher Hitchens.